# Забрањена љубав (филм)
Забрањена љубав је српски филм из 2009. године. Режирао га је Момчило Прерадовић, који је написао и сценарио. Премијерно је приказан у Дому синдиката 2. јуна 2009. године.
Филм говори о некрофилији. У овом филму своју последњу улогу остварила је Соња Савић.

## Радња
Урош, студент друге године медицине запошљава се у мртвачници. Он је безнадежно заљубљен у Данијелу, студенткињу архитектуре, коју виђа у читаоници библиотеке. Једне ноћи у мртвачницу довозе Данијелино тело. До тада наизглед потпуно нормалан, Урош испољава своје некрофилске склоности...

## Улоге
| Глумац                    | Улога                |
| ------------------------- | -------------------- |
| Милан Вељковић            | Урош Стојковић       |
| Сандра Јанковић           | Данијела Бошковић    |
| Давид Дулић               | радник у мртвачници  |
| Соња Савић                | Управник мртвачнице  |
| Никола Симић              | Официр ЈНА           |
| Милан Марић Шваба         | радник у мртвачници  |
| Ненад Беквалац            | доктор хитне помоћи  |
| Радосав Марјановић-Марјан | др Мицић             |
| Снежана Родић             | сестра Деса          |
| Радиша Миливојевић        | инспектор Глушчевић  |
| Срђан Силбашки            | радник у мртвачници  |
| Огњен Црномарковић        | Млади Урош Стојковић |